# 2647 км
2647 км — остановочный пункт (населённый пункт) в Любинском районе Омской области. Входит в состав Замелетёновского сельского поселения.

## География
Населённый пункт находится на юго-западе центральной части области, в лесостепной зоне, в пределах Ишимской равнины, при остановочном пункте 2647 км Западно-Сибирской железной дороги.

## История
Основан в 1912 г. В 1928 г. разъезд № 53 состоял из 10 хозяйств, основное население — русские. В составе Помогаевского сельсовета Любинского района Омского округа Сибирского края. Позже в состав населённого пункта вошёл близлежащий немецкий хутор Ульрих.

## Население
| 2010 |
| ---- |
| 4    |

Гендерный состав
По данным Всероссийской переписи населения 2010 года в гендерной структуре населения из 4 человек по 2	мужчины и женщины (по 50,0 % каждая когорта).
Национальный состав
Согласно результатам переписи 2002 года, в национальной структуре населения русские составляли 80 % из 10 чел.

## Инфраструктура
Путевое хозяйство Западно-Сибирской железной дороги.

## Транспорт
2647 км доступен автомобильным и железнодорожным транспортом. 
Просёлочные дороги. 